# Ugolino di Vieri (poeta)
Ugolino di Vieri (Florencia, 1438 - Florencia, 10 de mayo de 1516) fue un poeta, jurista y humanista italiano.
Nació al interior de una familia noble florentina de magistrados de la república. Tras ingresar a la profesión legal, también incursionó en las humanidades y el latín bajo la guía del literato y poeta Cristoforo Landino.
A pesar de practicar la profesión de notario, en Florencia era conocido principalmente como compositor de hexámetros latinos, tanto que fue acreditado como poeta en la corte de Lorenzo el Magnífico. En su calidad de humanista tuvo entre sus muchos estudiantes al también traductor Francesco Pitti, el escritor Pietro Crinito y el cardenal Giovanni de Medici, quien sería más tarde el Papa León X.
Incluso antes de la expulsión de los Medici de Florencia, entabló una relación de respeto y amistad personal con Girolamo Savonarola, que con el regreso de la ciudad a la antigua república, continuó y se fortaleció, llegando a tener militancia activa en una facción del partido Piagnoni. Fue por esta razón que tras la condena a la hoguera de Savonarola, cayó en desgracia con la aristocracia florentina. Para recuperar el prestigio perdido trató de negar o abjurar sus relaciones con el monje, pero el evidente y sincero cambio de actitud sólo sirvió para alienar hasta la simpatía de los florentinos.
Sus obras, que siempre circularon en manuscritos, se publicaron en ediciones póstumas: De Illustratione Urbis Florentiae libri tres en París en 1583, Triumphus Vita Matthiae Pannoniae Regis en Lyon en 1677, Carmina Illustrium Poetarum Italorum en Florencia en 1724 y Opere en Venecia en 1740.